# L'Éminence grise (Gérôme)
Pour l’article homonyme, voir L'Éminence grise.
L'Éminence grise est une peinture d’histoire réalisée par Jean-Léon Gérôme en 1873. Cette peinture à l'huile sur toile représente François Leclerc du Tremblay, plus connu sous le nom de « père Joseph » descendant un grand escalier du Palais-Cardinal pendant qu’une douzaine de courtisans montant les marches s'inclinent dans sa direction. Il est conservé au musée des Beaux-Arts de Boston. Elle mesure 68,6 × 101 cm. Il est présenté au salon de 1874.

## Description
Le peintre souligne l'influence politique du père Joseph en accentuant le contraste entre le capucin vêtu de sa robe de bure seul à droite et la magnificence des ecclésiastiques et des nobles qui s'inclinent respectueusement devant lui, regroupés à gauche. Les armes du cardinal de Richelieu se détachent à l'arrière-plan (D’argent à trois chevrons de gueules).

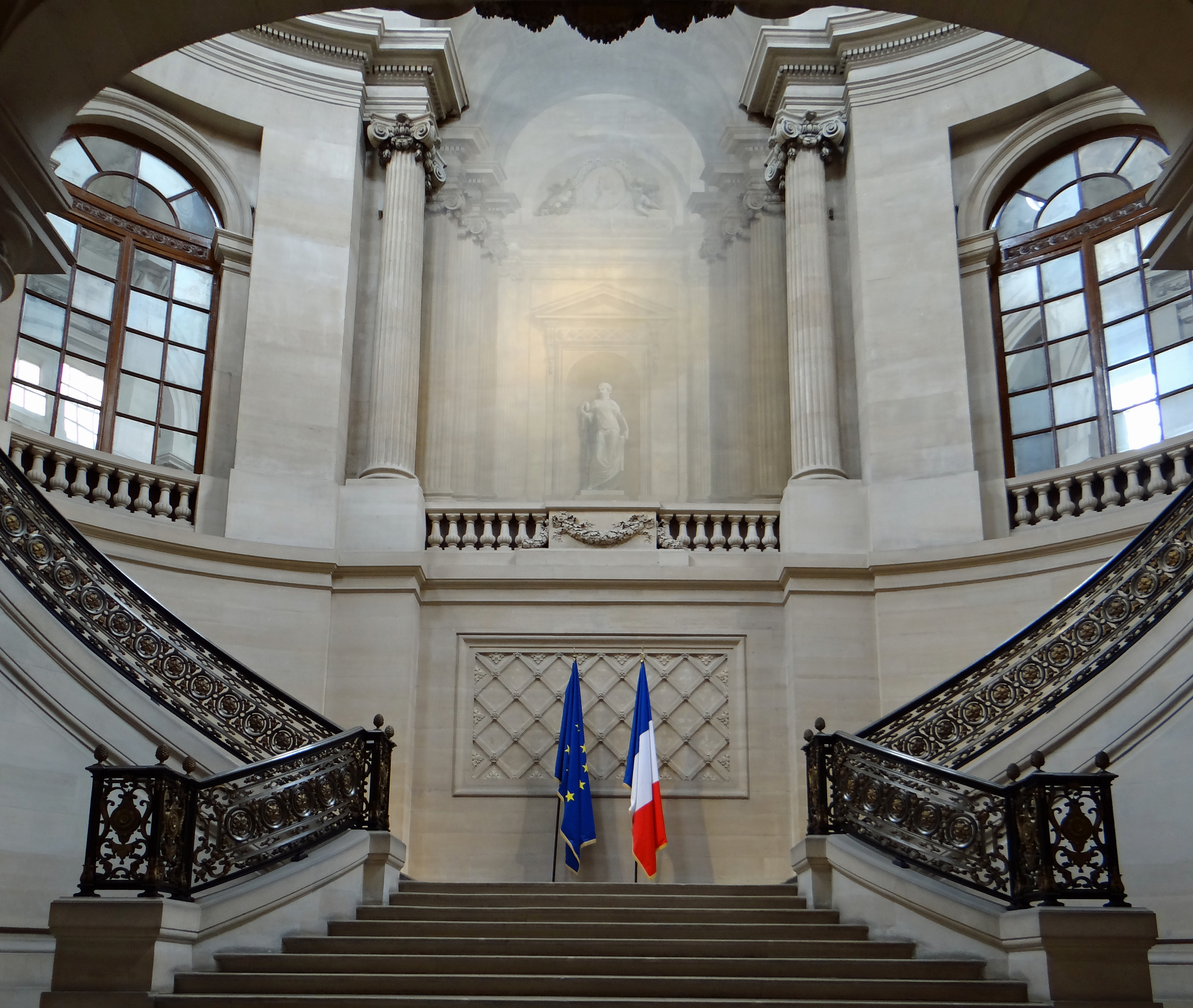
L'escalier d'honneur du Palais-Royal.

La scène est un peu anachronique dans la mesure où Tremblay est mort en 1638 et que l'escalier du Palais-Royal représenté (même un peu modifié) n'a été construit que vers 1765, sur des plans de Pierre Contant d'Ivry.
Le père Joseph est représenté, maigre, droit, impassible dans son sombre costume de capucin, les reins ceints d'une cordelette avec un rosaire, il descend lentement les marches. Il a le regard et l'esprit plongés dans la lecture de son livre qu'il tient des deux mains, sans sembler s’occuper des révérences présentées à son passage. 
La signature de l'artiste est en bas à droite sur une contre marche J L GEROME.

## Explication

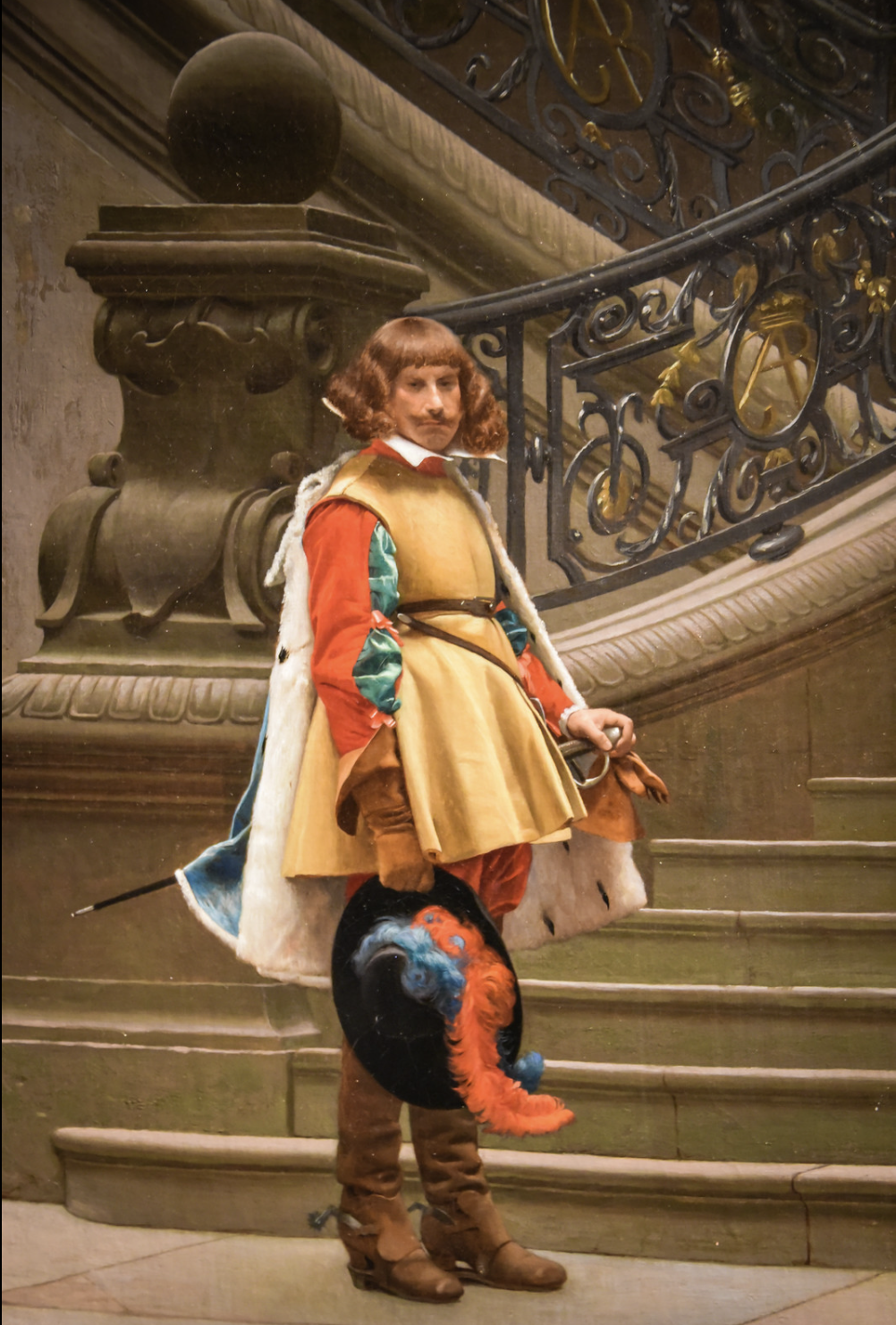
Cavalier de Louis XIII par Gérôme.

L’œuvre est peut-être une critique ironique de l’influence de l’église sur la vie politique. Gérôme montre la duplicité du père Joseph. D’ailleurs ce tableau est peint en période d’Ordre moral.
Le texte du catalogue du salon donne « et quand les courtisans le saluaient, il faisait semblant de lire son bréviaire et de ne pas les apercevoir ».
Le tableau est inspiré au peintre, d’une part, par le drame d’Edward Bulwer-Lytton, Richelieu, ou La Conspiration créé à Londres en 1838, mais présenté en France vers le fin des années 1860. D’autre part par le Larousse de 1865 qui dit de Tremblay : « intelligence vaste et réfléchie… peu scrupuleux… sachant allier les ruses de la politique aux formes de l’austérité religieuse, ce moine homme d’état, cette éminence grise, comme on l’appelait, était un vrai ministre sans titre officiel, mais une autorité devant laquelle s’inclinait secrétaire d’État, ambassadeurs et généraux. Et enfin, il y a aussi un passage de Dumas dans Les Trois Mousquetaires : « mais son nom à lui n’était jamais prononcé que tout bas, tant était grande la terreur qu’inspirait l’éminence grise, comme on appelait le familier du cardinal. ».